# Lepanthes vareschii
Lepanthes vareschii är en orkidéart som beskrevs av Leslie Andrew Garay. Lepanthes vareschii ingår i släktet Lepanthes och familjen orkidéer. Inga underarter finns listade i Catalogue of Life.